# Charles Seeberger
Charles David Seeberger (Oskaloosa, 14 de maio de 1857 — 12 de setembro de 1931) foi um inventor estadunidense.